# Пармелия
Парме́лия (лат. Parmelia) — род лишайников семейства Пармелиевые (Parmeliaceae).

## Описание
Слоевище листоватое, довольно плотно прикреплённое к субстрату, с широкими и узкими плоскими, иногда приподнятыми, сверху матовыми или блестящими, гладкими или морщинистыми, различно окрашенными лопастями. Нижняя поверхность с ризинами, блестящая или матовая, гладкая или морщинистая. Соредии и изидии развиваются очень часто.
Апотеции располагаются на верхней поверхности таллома.
Аски восьмиспоровые. Споры бесцветные, удлинённой, эллиптической или широкоэллиптической формы. Конидии прямые, веретеновидной или цилиндрической формы.
Фотобионт — виды рода Asterochloris или рода Trebouxia.

## Синонимы
- Aspidelia Stirt., 1900
- Parmeliomyces E.A. Thomas ex Cif. et Tomas., 1953

## Виды
Согласно базе данных Catalogue of Life на ноябрь 2022 года род включает следующие виды:
- Parmelia ambra Poinar, E.B. Peterson et Platt, 2000
- Parmelia asiatica A. Crespo et Divakar, 2011 — Пармелия азиатская
- Parmelia barrenoae Divakar, M.C. Molina et A. Crespo, 2005
- Parmelia discordans Nyl., 1886
- Parmelia encryptata Crespo, Divakar et M.C. Molina, 2011
- Parmelia ernstiae Feuerer et A. Thell, 2002
- Parmelia hygrophiloides Divakar, Upreti et Elix, 2003
- Parmelia imbricaria Goward, Divakar, M.C. Molina et Crespo, 2017
- Parmelia isidiiveteris Poinar, E.B. Peterson et Platt, 2000
- Parmelia lanbii Øvstedal, 2009
- Parmelia mayi Divakar, A. Crespo et M.C. Molina, 2011
- Parmelia neocaledonica Nyl., 1885
- Parmelia omphalodes (L.) Ach., 1803 — Пармелия пупковидная
- Parmelia protosignifera Elix et J. Johnst., 1988
- Parmelia pseudoshinanoana Asahina, 1951 — Пармелия ложношинаньская
- Parmelia saxatilis (L.) Ach., 1803 — Пармелия скальная
- Parmelia serrana A. Crespo, M.C. Molina et D. Hawksw., 2004 — Пармелия пильчатая
- Parmelia sulcata Taylor, 1836 — Пармелия бороздчатая
- Parmelia sulymae Goward, Divakar, M.C. Molina et Crespo, 2017

## Охранный статус
В России вид Parmelia asiatica занесён в Красную книгу Красноярского края, вид Parmelia saxatilis в Красную книгу Тверской области.